# Virdee
Virdee is een Britse misdaadserie, gebaseerd op de roman City of Sinners uit 2018 van A A Dhand, die ook verantwoordelijk was voor het scenario en als ontwikkelaar. De titelrol wordt vertolkt door Staz Nair en ging in première op 10 februari 2025 op BBC One.

## Verhaal
De serie speelt zich af in Bradford en volgt rechercheur Harry Virdee, die door zijn Sikhfamilie is verstoten omdat hij met de moslima Saima is getrouwd. Harry worstelt met deze familieconflict, vooral nu zijn jonge zoon Aaron vragen begint te stellen. Hij overweegt daarom om zich te herenigen met zijn familie. Tegelijkertijd speelt zich een gewelddadige bendeoorlog af in Bradford, waardoor Harry alles op alles moet zetten om de stad en zijn geliefden te beschermen.

## Rolverdeling

### Hoofdrollen
- Staz Nair als Harry Virdee
- Elizabeth Berrington als DS Clare Conway
- Aysha Kala als Saima Hyatt
- Vikash Bhai als Riaz Hyatt
- Danyal Ismail als DS Khalil Amin
- Nina Singh als Tara Virdee-Duggal
- Kulvinder Ghir als Ranjit Virdee
- Tomi May als Enzo Tobin
- Hussina Raja als Nadia Hyatt
- Andi Jashy als Vasil Shala

### Bijrollen
- Ramon Tikaram als Jai Pawa
- Sudha Bhuchar als Jyoti Virdee
- Tobias Jowett als jonge Harry
- Nichola Burley als Sophie Brodenham
- Elaine Tan als Rebecca Armitage
- Jack Archer als Alastair Boardman
- Wissam Naseer als Aaron Hyatt-Virdee
- Yousef Naseer als Ateeq Farooqi

## Afleveringen
| Afl. | Titel        | Regie         | Scenario                  | Oorspronkelijke releasedatum |
| 1    | Aflevering 1 | Mark Tonderai | A A Dhand                 | 10 februari 2025             |
| 2    | Aflevering 2 | Mark Tonderai | A A Dhand                 | 17 februari 2025             |
| 3    | Aflevering 3 | Mark Tonderai | A A Dhand & Danusia Samal | 24 februari 2025             |
| 4    | Aflevering 4 | Milad Alami   | A A Dhand & Namsi Khan    | 3 maart 2025                 |
| 5    | Aflevering 5 | Mo Ali        | A A Dhand & Nessa Muthy   | 10 maart 2025                |
| 6    | Aflevering 6 | Mo Ali        | A A Dhand                 | 17 maart 2025                |